# Skelettsköld
Skelettsköld (Alocasia sanderiana), även kallad skelettblad, är en kallaväxtart som beskrevs av William Bull. Skelettskölden ingår i släktet Alocasia och familjen kallaväxter. Inga underarter finns listade.

## Bildgalleri

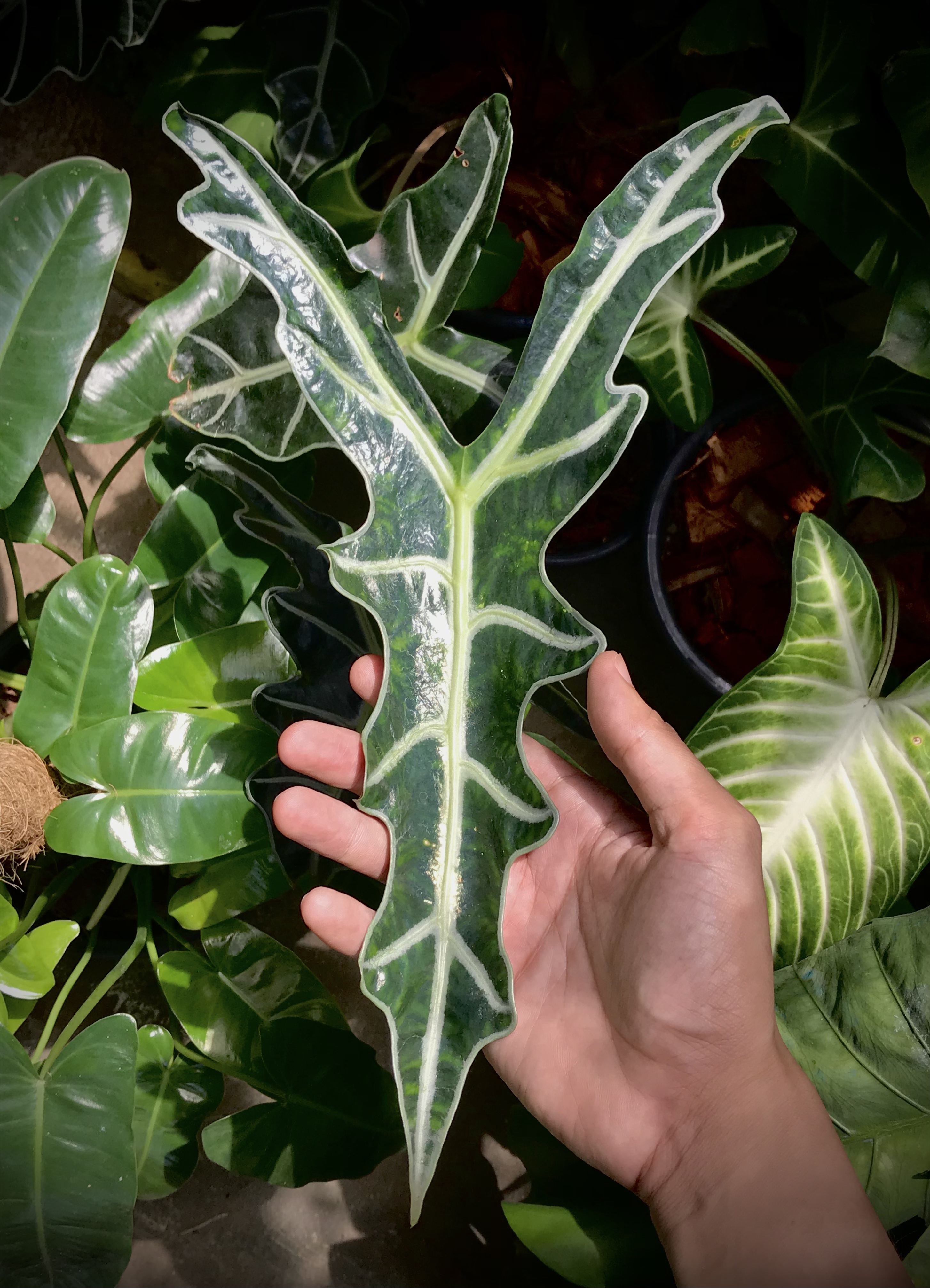
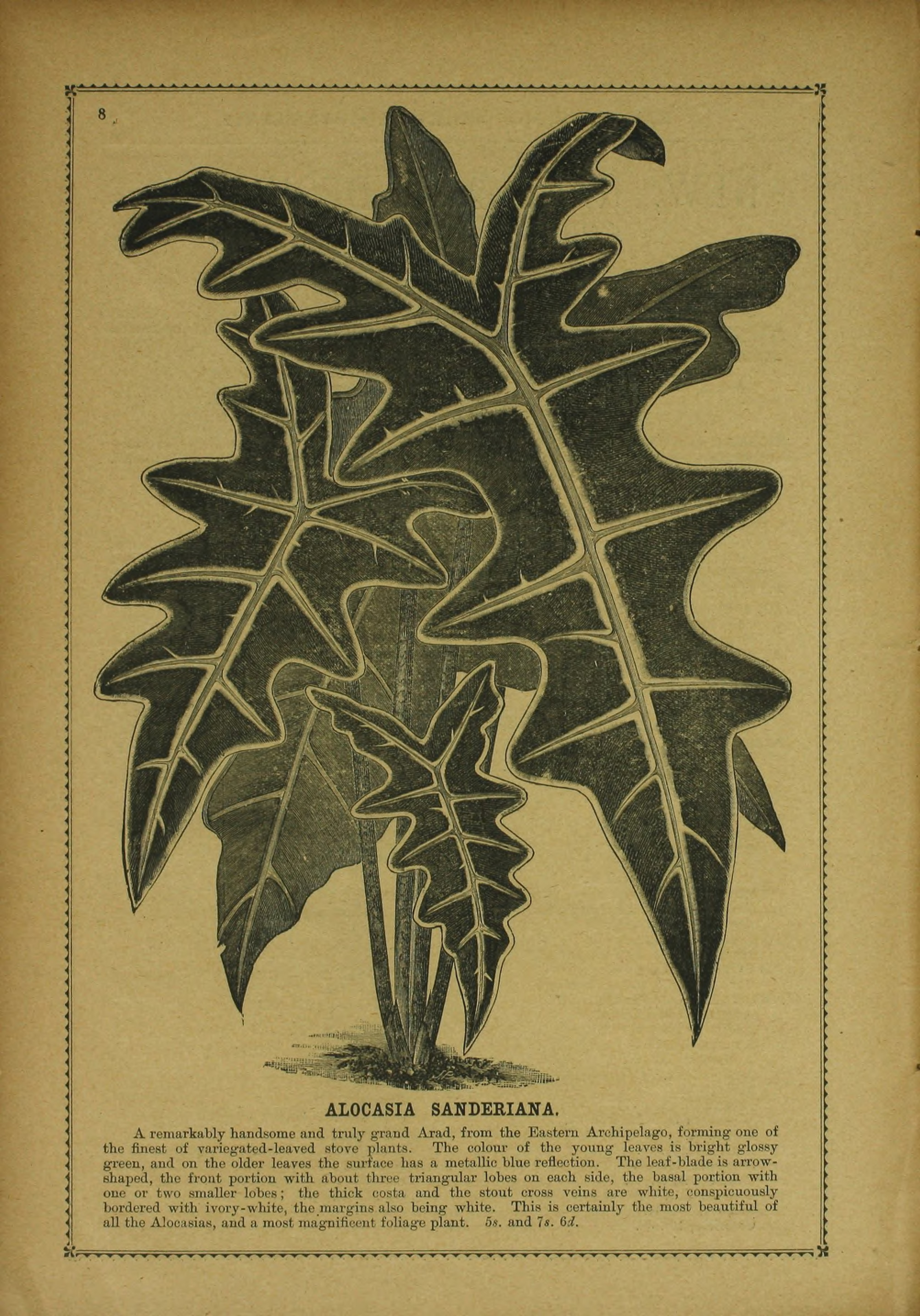